# Kyre Magna
Kyre Magna var en civil parish fram till 1933 då den blev en del av Kyre, i grevskapet Worcestershire, i England. Civil parish var belägen 6 km från Tenbury Wells och hade 76 invånare år 1931.